# Gypsyhook EP
Gypsyhook é o primeiro lançamento solo de Sonny Moore, que mais tarde iria usar o nome de Skrillex. Foi gravado em 2008 e lançado em 7 de abril de 2009. Em 12 de dezembro de 2008, Moore postou a lista de faixas em seu Myspace. O EP conta três músicas, uma demo e quatro remixes. "海水" (Ocean Water) é uma versão japonesa de "Mora". O vídeo oficial da música "Mora", foi lançado em 3 de fevereiro de 2009 e foi dirigido por Shawn Butcher.

## Faixas
| N.º | Título                          | Duração |  |
| 1.  | "Gypsyhook"                     | 4:19    |  |
| 2.  | "Mora"                          | 3:37    |  |
| 3.  | "Copaface2"                     | 4:12    |  |
| 4.  | "Gypsyhook" (vs. DMNDAYS)       | 4:29    |  |
| 5.  | "Mora" (vs. The Toxic Avenger)  | 5:19    |  |
| 6.  | "Mora" (vs. LAZRtag)            | 5:11    |  |
| 7.  | "Copaface2" (vs. Dan Sena)      | 4:49    |  |
| 8.  | "Kai sui" (海水; "Ocean water") | 3:42    |  |

## Recepção da crítica
| Críticas profissionais | Críticas profissionais |
| Avaliações da crítica  | Avaliações da crítica  |
| Fonte                  | Avaliação              |
| ---------------------- | ---------------------- |
| Under the Gun Review   | [ 3 ]                  |
| AbsolutePunk.net       | 39%                    |

Allmusic deu ao álbum uma estrelas de dez, e disse que "a faixa título mostra o disco inteiro com seus altos, perto de nauseantes vocais, letras que fazem pouco sentido e um monte de synth e música eletrônica". O site Punknews.org, avaliou o álbum em 39%, dizendo que ele é "um EP de três "originais ", quatro remixes e uma versão japonesa ridiculamente aleatória de "Mora"" e que "os remixes feitos por The Toxic Avenger, LAZRtag, DMNDAYS e Dan Sena são maçantes e repetitivos, mas, [...] nenhum artista poderia salvar a música neste EP".

## Integrantes
- Sonny Moore - vocais, guitarra, teclado, sintetizadores, percussão, beats, turntables
- Sean Friday - bateria, percussão, beats
- Noah Shain - produção